# Appian Way Productions
Appian Way Productions ist eine von Leonardo DiCaprio gegründete US-amerikanische Filmproduktionsgesellschaft mit Sitz am Sunset Boulevard in West Hollywood.

## Geschichte
Leonardo DiCaprio gründete Appian Way im Jahr 2004 und arbeitete zunächst mit Warner Bros. zusammen. Als erster Film wurde das Filmdrama Attentat auf Richard Nixon umgesetzt, den Appian Way gemeinsam mit Anhelo Productions und Esperanto Filmoj produzierte. Im gleichen Jahr entstand unter der Regie von Martin Scorsese das Biopic Aviator, in dem DiCaprio auch die Hauptrolle übernahm.
Im Jahr 2016 beendete Appian Way seine langjährige Zusammenarbeit mit Warner Bros. und wechselte zu Paramount Pictures, mit denen ein auf drei Jahre ausgelegter First-Look-Deal abgeschlossen wurde.

## Produzierte Filme
- 2004: Attentat auf Richard Nixon (The Assassination of Richard Nixon)
- 2004: Aviator (The Aviator)
- 2007: Gardener of Eden
- 2007: 11th Hour – 5 vor 12 (The 11th Hour)
- 2008: Greensburg (Fernsehserie)
- 2009: Public Enemies
- 2009: Orphan – Das Waisenkind (Orphan)
- 2009: Jerry (Kurzfilm)
- 2010: Shutter Island
- 2011: Red Riding Hood – Unter dem Wolfsmond (Red Riding Hood)
- 2011: Red Riding Hood: The Tale Begins (Kurzfilm)
- 2011: Detachment
- 2013: Runner Runner
- 2013: Auge um Auge (Out of the Furnace)
- 2013: The Wolf of Wall Street
- 2015: The Revenant – Der Rückkehrer (The Revenant)
- 2016: Live by Night
- 2023: Killers of the Flower Moon